# Gásadalur

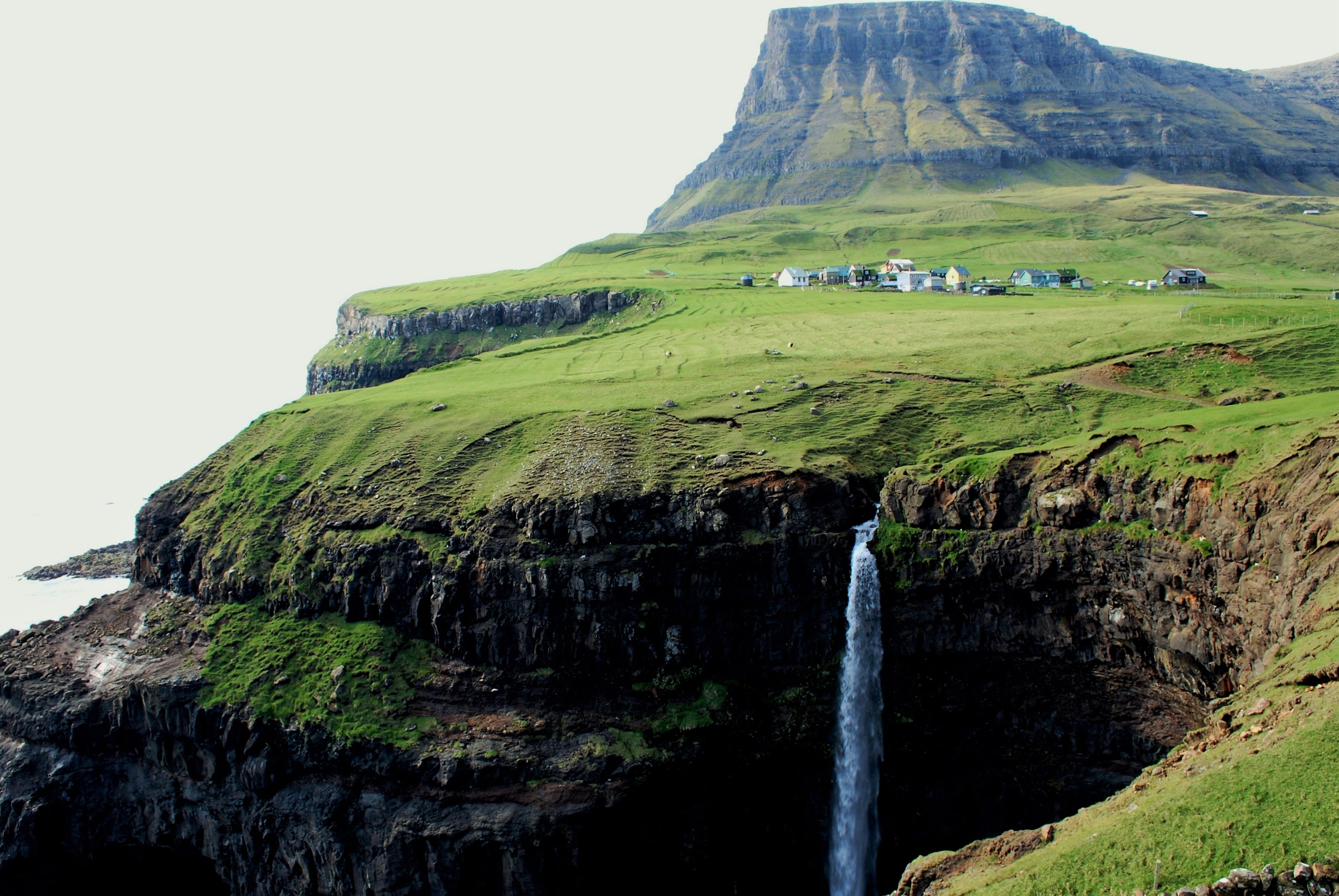
Gásadalur

Gásadalur (IPA: [ˈgɔasadɛalʊɹ], danska: Gåsedal; svenska: Gåsdalen) är en ort på Färöarna, belägen på västkusten av ön Vágar. Orten tillhör Sørvágs kommuna men tillhörde tidigare Bíggjars kommun. År 2015 hade Gásadalur 16 invånare.

## Geografi
Gásadalur ligger vid Mykinesfjørður. Från Gásadalur får man en bra utsikt över ön Mykines.

## Historik
Den lilla orten har fått sitt namn efter en färöisk kvinna som hette Gæsa. Hon levde under 1100-talet i Kirkjubøur. Det som gjorde henne känd över hela Färöarna var att hon var mycket rik och ägde stora marker på ön, men hon straffades av kyrkan efter att ha brutit mot fastan och var tvungen att lämna ifrån sig sin mark.
I Gásadalur bor det endast 16 invånare och orten har hela tiden varit i fara att helt avfolkas, då det var en av de mest isolerade orterna i Europa. År 1940 blev en lång trappa byggd från stranden upp till byn, som ligger 79 meter över havsytan, högt uppe på ett berg. I början av 2004 började de spränga upp bergen för att bygga en tunnel för att koppla ihop Gásadalur med de övriga orterna i Vágars vägnät. Om man ville nå byn innan tunneln byggdes var man tvungen att gå den historiska vandringspromenaden över berget, ta trappan från stranden eller använda sig av  Atlantic Airways helikopter för att nå byn. I och med tunnelbygget hoppas kommunen att invånarantalet i Gásadalur ska öka igen.

## Befolkningsutveckling
| Befolkningsutvecklingen i Gásadalur 1985–2015 | Befolkningsutvecklingen i Gásadalur 1985–2015 | Befolkningsutvecklingen i Gásadalur 1985–2015 | Befolkningsutvecklingen i Gásadalur 1985–2015 | Befolkningsutvecklingen i Gásadalur 1985–2015 |
| --------------------------------------------- | --------------------------------------------- | --------------------------------------------- | --------------------------------------------- | --------------------------------------------- |
|                                               |                                               |                                               |                                               |                                               |
| År                                            |                                               |                                               | Folkmängd                                     |                                               |
| 1985                                          | 1985                                          |                                               | 20                                            |                                               |
| 1990                                          | 1990                                          |                                               | 20                                            |                                               |
| 1995                                          | 1995                                          |                                               | 15                                            |                                               |
| 2000                                          | 2000                                          |                                               | 13                                            |                                               |
| 2005                                          | 2005                                          |                                               | 14                                            |                                               |
| 2010                                          | 2010                                          |                                               | 24                                            |                                               |
| 2015                                          | 2015                                          |                                               | 16                                            |                                               |
|                                               |                                               |                                               |                                               |                                               |